# H.アップマン

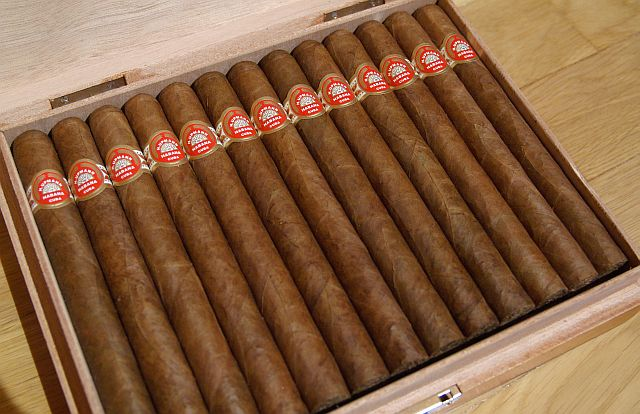
木箱入りのアップマン銘柄

H・アップマン　（英語：H. UPMANN）とは、キューバ共和国ハバナ州で生産されている葉巻の銘柄の1つである。

## 概要
ドイツ人実業家であるヘルマン・アップマン(Hermann Upmann)とアウグスト・アップマン(Augusto Upmann)兄弟が1844年に立ち上げたブランドであり、イギリス東インド会社時代から存続するキューバブランドの中でも最古の部類に入る。その後1922年からフランカウ社、メレンデス社と母会社を転々としつつも、当時のイギリス市場で人気を得、世界的なブランドとして成長した。ミディアムライトボディの味わいで、比較的軽めの味わいが特徴とされる。

## 種類
小さめのH.アップマン プリトス、ミニからプレミアム物で代表的なH.アップマン・アップマンNo.2、H.アップマン コロナス メジャー、ラージサイズであるH.アップマン・サー・ウィンストン等があり、多くのラインナップが存在する。

## その他
ヨーロッパ市場を表す代表的なブランドだった事もあり、ジョン・F・ケネディも愛好者の1人であった。
ケネディはキューバ危機の際に、大量（約1100本）のキューバ産葉巻を購入した上で禁輸措置の書類にサインしたという逸話がある。